# Diploria labyrinthiformis
Diploria labyrinthiformis is een rifkoralensoort uit de familie Mussidae. De wetenschappelijke naam van de soort is als Madrepora labyrinthiformis gepubliceerd in 1758 door Carl Linnaeus in de tiende editie van Systema naturae. 
De soort komt voor in de Caraïbische Zee, de Golf van Mexico en langs de kusten van Florida, de Bahama's en Bermuda. De soort staat op de Rode Lijst van de IUCN geklasseerd als 'niet bedreigd'.